# Bonifatius II.

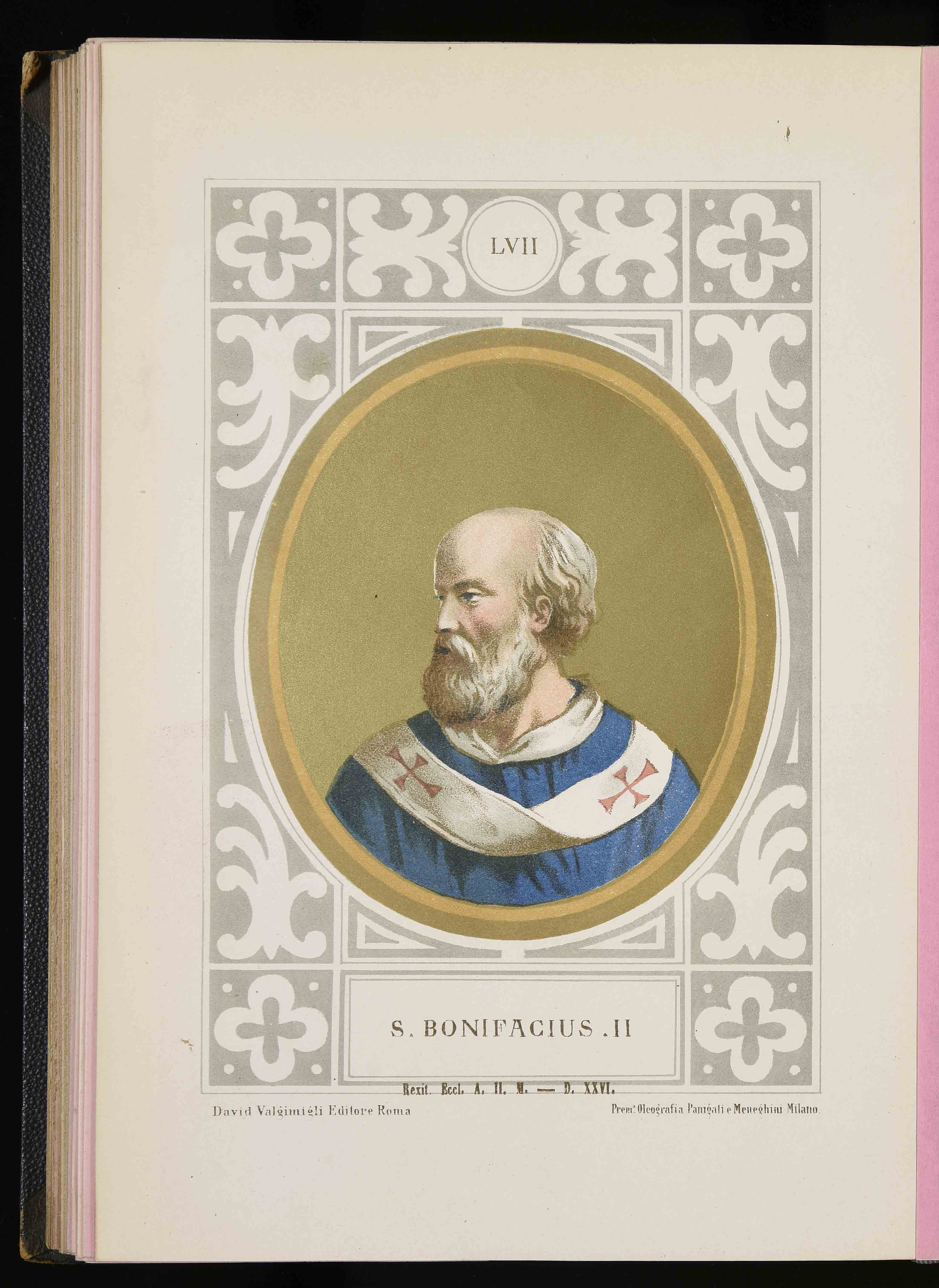
Fantasiedarstellung Bonifatius’ II. auf einem italienischen Ölfarbendruck von 1879.

Bonifatius II. (* in Rom; † 17. Oktober 532) war vom 22. September 530 bis zu seinem Tode Papst.

## Leben
Er war von Geburt her ein Ostgote, Sohn des Sigibuld. Seine Wahl verdankt er dem Einfluss des gotischen Königs Athalarich.
Bonifatius wurde von seinem Vorgänger Felix III. als Nachfolger designiert. Da dieser ein großer Anhänger des Gotenkönigs war und letzterer dem Arianismus anhing, stieß diese Nachfolgeregelung nicht auf die nötige Anerkennung. Deshalb wählte ein Teil des römischen Klerus Dioskur als Gegenpapst. Doch Dioskurs Tod nach nur 22 Tagen beendete das drohende Schisma. Der Klerus war gezwungen, das von Bonifatius über Dioskur verhängte Anathema anzuerkennen, das aber von Agapitus I. 535 schließlich wieder widerrufen wurde.
Während seines Pontifikats bestätigte er die Beschlüsse zur Verdammung des Pelagianismus und des Semipelagianismus, die auf der Synode von Arausio im Jahre 529 gefasst wurden.
Im Jahre 531 versuchte Bonifatius seinerseits die Nachfolge zugunsten des Vigilius festzulegen, musste aber diese Regelung auf Druck des Klerus wieder zurücknehmen. Vigilius wurde dennoch einige Jahre später (537) zum Bischof von Rom gewählt.